# هاردی‌ویل (کنتاکی)
هاردی‌ویل (به انگلیسی: Hardyville) یک منطقهٔ مسکونی در ایالات متحده آمریکا است که در شهرستان هارت، کنتاکی واقع شده‌است. هاردی‌ویل ۱٫۶۶ کیلومتر مربع مساحت و ۱۵۶ نفر جمعیت دارد و ۲۱۳٫۹۷ متر بالاتر از سطح دریا واقع شده‌است.